# Jack Lisowski
Jack Lisowski (ur. 25 czerwca 1991 w Cheltenham, Anglia) – angielski snookerzysta pochodzenia ukraińskiego. Plasuje się na 24. miejscu pod względem zdobytych setek w profesjonalnych turniejach, w sierpniu 2025 miał ich łącznie 353.

## Kariera amatorska
W 2007 roku w turnieju Junior Pot Black zajął 2. miejsce, przegrywając w finale z Mitchellem Mannem.
W sezonie 2008/2009 zajął 2. miejsce w szóstym turnieju z cyklu International Open Series przegrywając w finale z Xiao Guodongiem. Ostatecznie w rankingu PIOS na koniec sezonu zajął 23. miejsce.
W 2009 roku został nagrodzony stypendium Paul Hunter Scholarship, co dało mu możliwość ćwiczeń w World Snooker Academy w Sheffield.
W sezonie 2009/2010 wygrał pierwszy i ósmy turniej z cyklu International Open Series i na koniec sezonu zajął pierwsze miejsce w rankingu PIOS.

## Kariera zawodowa
Jack Lisowski do grona profesjonalistów dołączył w 2010 roku dzięki zajęciu pierwszego miejsca w rankingu PIOS w sezonie 2009/2010.

### Pierwszy sezon jako zawodowiec – 2010/2011
W kwalifikacjach do Shanghai Masters 2010 przegrał już w pierwszej rundzie z Jamesem McBainem 3-5.
Kwalifikacje do Welsh Open 2011 przeszedł bez większych problemów. Dzięki swojej pozycji w rankingu mógł zacząć turniej dopiero od drugiej rundy kwalifikacji. Najpierw pokonał Liama Highfielda (4-1), aby w następnym meczu jeszcze łatwiej uporać się z doświadczonym Fergalem O’Brienem (4-0). Problem pojawił się w ostatniej rundzie, wraz z długim i ciężkim pojedynkiem z Martinem Gouldem, który jednak rozstrzygnął w ostatnim frejmie na swoją korzyść.
W fazie zasadniczej natrafił na najlepszego zawodnika ostatnich lat Johna Higginsa. Higgins nie spodziewał się tak trudnego pojedynku. Podobnie jak w ostatnim pojedynku w kwalifikacjach potrzebne było aż 7 frejmów i mało brakowało, aby Szkot przegrał ten mecz. Ostateczny wynik to 4-3 dla Higginsa.
Najlepszy występ w sezonie 2010/2011 Lisowski zaliczył podczas trzeciego turnieju serii Players Tour Championship, gdzie wygrał 6 kolejnych pojedynków, w tym odniósł bardzo cenne zwycięstwo nad Markiem Selby, by dopiero w finale ulec gładko 0-4 Tomowi Fordowi.
Na początku maja 2011 odebrał nagrodę dla najlepszego debiutanta sezonu, który zakończył na 52. pozycji listy rankingowej.

### Pozostałe sezony
W sezonie 2012/2013 największym sukcesem było pierwsze w karierze dojście do ćwierćfinału dużego turnieju rankingowego (było to China Open 2013). Osiągnięcie to udało mu się powtórzyć dopiero 4 lata później, w Gibraltarze. W październiku w Shanghai Masters 2017 doszedł do półfinału. W następnym roku ponownie znalazł się w ćwierćfinale, w turniejach English Open i China Open.
Sezon 2018/2019 rozpoczął od pierwszego udziału w finale turnieju rankingowego – w Riga Masters musiał uznać wyższość Neila Robertsona, który zwyciężył 5-2. Potem regularnie dochodził do ćwierćfinałów, a w turnieju International Championship 2018 zagrał nawet w półfinale, gdzie znowu zmierzył się z Robertsonem i przegrał 9 do 7. W finale China Open, rozegranym 7 kwietnia 2019 w Pekinie, przegrał 4-11 z Neilem Robertsonem.

## Występy w turniejach w całej karierze[8]
| Rankings                     | [ b ]         | 52            | 40            | 35            | 42            | 53            | 39            | 54            | 26            | 11            | 14            | 14            | 10            | 14            | 19            | 25            |               |               |               |               |               |               |               |               |               |               |               |               |               |               |               |               |               |               |               |       |       |
| Turnieje rankingowe          |               |               |               |               |               |               |               |               |               |               |               |               |               |               |               |               |               |               |               |               |               |               |               |               |               |               |               |               |               |               |               |               |               |               |               |       |       |
| Riga Masters                 | Nie rozegrano | Nie rozegrano | Nie rozegrano | Nie rozegrano | MR            | MR            | 2R            | 3R            | F             | 3R            | Nie rozegrano | Nie rozegrano | Nie rozegrano | Nie rozegrano | Nie rozegrano | Nie rozegrano |               |               |               |               |               |               |               |               |               |               |               |               |               |               |               |               |               |               |               |       |       |
| China Championship           | Nie rozegrano | Nie rozegrano | Nie rozegrano | Nie rozegrano | Nie rozegrano | Nie rozegrano | NR            | LQ            | 2R            | 2R            | Nie rozegrano | Nie rozegrano | Nie rozegrano | Nie rozegrano | Nie rozegrano | Nie rozegrano |               |               |               |               |               |               |               |               |               |               |               |               |               |               |               |               |               |               |               |       |       |
| Championship League Snooker  | Nie-rank.     | Nie-rank.     | Nie-rank.     | Nie-rank.     | Nie-rank.     | Nie-rank.     | Nie-rank.     | Nie-rank.     | Nie-rank.     | Nie-rank.     | RR            | A             | RR            | A             | RR            | 2R            |               |               |               |               |               |               |               |               |               |               |               |               |               |               |               |               |               |               |               |       |       |
| Saudi Arabia Snooker Masters | Nie rozegrano | Nie rozegrano | Nie rozegrano | Nie rozegrano | Nie rozegrano | Nie rozegrano | Nie rozegrano | Nie rozegrano | Nie rozegrano | Nie rozegrano | Nie rozegrano | Nie rozegrano | Nie rozegrano | Nie rozegrano | 6R            | 4R            |               |               |               |               |               |               |               |               |               |               |               |               |               |               |               |               |               |               |               |       |       |
| Wuhan Open                   | Nie rozegrano | Nie rozegrano | Nie rozegrano | Nie rozegrano | Nie rozegrano | Nie rozegrano | Nie rozegrano | Nie rozegrano | Nie rozegrano | Nie rozegrano | Nie rozegrano | Nie rozegrano | Nie rozegrano | 3R            | QF            |               |               |               |               |               |               |               |               |               |               |               |               |               |               |               |               |               |               |               |               |       |       |
| European Masters             | Nie rozegrano | Nie rozegrano | Nie rozegrano | Nie rozegrano | Nie rozegrano | Nie rozegrano | LQ            | 3R            | QF            | LQ            | 2R            | 1R            | 2R            | 1R            | Nie roz.      | Nie roz.      |               |               |               |               |               |               |               |               |               |               |               |               |               |               |               |               |               |               |               |       |       |
| English Open                 | Nie rozegrano | Nie rozegrano | Nie rozegrano | Nie rozegrano | Nie rozegrano | Nie rozegrano | 1R            | QF            | 3R            | 3R            | 2R            | LQ            | 2R            | 1R            | 1R            |               |               |               |               |               |               |               |               |               |               |               |               |               |               |               |               |               |               |               |               |       |       |
| British Open                 | Nie rozegrano | Nie rozegrano | Nie rozegrano | Nie rozegrano | Nie rozegrano | Nie rozegrano | Nie rozegrano | Nie rozegrano | Nie rozegrano | Nie rozegrano | Nie rozegrano | 1R            | 3R            | QF            | LQ            |               |               |               |               |               |               |               |               |               |               |               |               |               |               |               |               |               |               |               |               |       |       |
| Xi’an Grand Prix             | Nie rozegrano | Nie rozegrano | Nie rozegrano | Nie rozegrano | Nie rozegrano | Nie rozegrano | Nie rozegrano | Nie rozegrano | Nie rozegrano | Nie rozegrano | Nie rozegrano | Nie rozegrano | Nie rozegrano | Nie rozegrano | 2R            |               |               |               |               |               |               |               |               |               |               |               |               |               |               |               |               |               |               |               |               |       |       |
| Northern Ireland Open        | Nie rozegrano | Nie rozegrano | Nie rozegrano | Nie rozegrano | Nie rozegrano | Nie rozegrano | 4R            | 2R            | 3R            | 1R            | 1R            | 2R            | LQ            | SF            | 1R            |               |               |               |               |               |               |               |               |               |               |               |               |               |               |               |               |               |               |               |               |       |       |
| International Championship   | Nie roz.      | Nie roz.      | LQ            | 1R            | LQ            | 2R            | LQ            | 3R            | SF            | 1R            | Nie roz.      | Nie roz.      | Nie roz.      | 2R            | 3R            |               |               |               |               |               |               |               |               |               |               |               |               |               |               |               |               |               |               |               |               |       |       |
| UK Championship              | LQ            | LQ            | 1R            | 1R            | 3R            | 3R            | 1R            | 2R            | 4R            | 3R            | QF            | QF            | SF            | 1R            | QF            |               |               |               |               |               |               |               |               |               |               |               |               |               |               |               |               |               |               |               |               |       |       |
| Shoot Out                    | Nie-rank.     | Nie-rank.     | Nie-rank.     | Nie-rank.     | Nie-rank.     | Nie-rank.     | 4R            | 1R            | A             | 3R            | 1R            | 2R            | 4R            | A             | 1R            |               |               |               |               |               |               |               |               |               |               |               |               |               |               |               |               |               |               |               |               |       |       |
| Scottish Open                | Nie roz.      | Nie roz.      | MR            | Nie roz.      | Nie roz.      | Nie roz.      | 1R            | 1R            | 2R            | F             | 2R            | LQ            | 3R            | 1R            | 3R            |               |               |               |               |               |               |               |               |               |               |               |               |               |               |               |               |               |               |               |               |       |       |
| German Masters               | 1R            | LQ            | LQ            | 2R            | LQ            | LQ            | LQ            | 1R            | 1R            | LQ            | F             | LQ            | SF            | LQ            | 1R            |               |               |               |               |               |               |               |               |               |               |               |               |               |               |               |               |               |               |               |               |       |       |
| World Grand Prix             | Nie rozegrano | Nie rozegrano | Nie rozegrano | Nie rozegrano | NR            | DNQ           | DNQ           | 2R            | 1R            | 1R            | F             | 2R            | QF            | 1R            | 2R            |               |               |               |               |               |               |               |               |               |               |               |               |               |               |               |               |               |               |               |               |       |       |
| Players Championship         | 1R            | 2R            | 2R            | DNQ           | DNQ           | DNQ           | DNQ           | DNQ           | QF            | DNQ           | QF            | DNQ           | 1R            | DNQ           | DNQ           |               |               |               |               |               |               |               |               |               |               |               |               |               |               |               |               |               |               |               |               |       |       |
| Welsh Open                   | 1R            | LQ            | LQ            | 3R            | 1R            | 2R            | 1R            | 3R            | 4R            | 3R            | 4R            | SF            | 3R            | 2R            | QF            |               |               |               |               |               |               |               |               |               |               |               |               |               |               |               |               |               |               |               |               |       |       |
| Turkish Masters              | Nie rozegrano | Nie rozegrano | Nie rozegrano | Nie rozegrano | Nie rozegrano | Nie rozegrano | Nie rozegrano | Nie rozegrano | Nie rozegrano | Nie rozegrano | Nie rozegrano | 2R            | Nie roz.      | Nie roz.      | Nie roz.      | Nie roz.      |               |               |               |               |               |               |               |               |               |               |               |               |               |               |               |               |               |               |               |       |       |
| China Open                   | LQ            | LQ            | QF            | 1R            | 2R            | 2R            | LQ            | QF            | F             | Nie rozegrano | Nie rozegrano | Nie rozegrano | Nie rozegrano | Nie rozegrano | Nie rozegrano | Nie rozegrano |               |               |               |               |               |               |               |               |               |               |               |               |               |               |               |               |               |               |               |       |       |
| WST Pro Series               | Nie rozegrano | Nie rozegrano | Nie rozegrano | Nie rozegrano | Nie rozegrano | Nie rozegrano | Nie rozegrano | Nie rozegrano | Nie rozegrano | Nie rozegrano | RR            | Nie roz.      | Nie roz.      | Nie roz.      | Nie roz.      | Nie roz.      |               |               |               |               |               |               |               |               |               |               |               |               |               |               |               |               |               |               |               |       |       |
| Indian Open                  | Nie roz.      | Nie roz.      | Nie roz.      | LQ            | LQ            | NH            | 1R            | 1R            | 1R            | Nie rozegrano | Nie rozegrano | Nie rozegrano | Nie rozegrano | Nie rozegrano | Nie rozegrano | Nie rozegrano |               |               |               |               |               |               |               |               |               |               |               |               |               |               |               |               |               |               |               |       |       |
| Gibraltar Open               | Nie rozegrano | Nie rozegrano | Nie rozegrano | Nie rozegrano | Nie rozegrano | MR            | QF            | 4R            | 2R            | 3R            | F             | 3R            | Nie roz.      | Nie roz.      | Nie roz.      | Nie roz.      |               |               |               |               |               |               |               |               |               |               |               |               |               |               |               |               |               |               |               |       |       |
| World Open                   | LQ            | LQ            | LQ            | LQ            | Nie roz.      | Nie roz.      | LQ            | 1R            | QF            | 3R            | Nie roz.      | Nie roz.      | Nie roz.      | LQ            | 2R            |               |               |               |               |               |               |               |               |               |               |               |               |               |               |               |               |               |               |               |               |       |       |
| Tour Championship            | Nie rozegrano | Nie rozegrano | Nie rozegrano | Nie rozegrano | Nie rozegrano | Nie rozegrano | Nie rozegrano | Nie rozegrano | DNQ           | DNQ           | QF            | DNQ           | DNQ           | DNQ           | DNQ           |               |               |               |               |               |               |               |               |               |               |               |               |               |               |               |               |               |               |               |               |       |       |
| Mistrzostwa świata           | LQ            | LQ            | 1R            | LQ            | LQ            | LQ            | LQ            | 2R            | 1R            | 1R            | 2R            | QF            | 2R            | 2R            | LQ            |               |               |               |               |               |               |               |               |               |               |               |               |               |               |               |               |               |               |               |               |       |       |
| Turnieje nie-rankingowe      |               |               |               |               |               |               |               |               |               |               |               |               |               |               |               |               |               |               |               |               |               |               |               |               |               |               |               |               |               |               |               |               |               |               |               |       |       |
| Paul Hunter Classic          | Minor-Rank.   | Minor-Rank.   | Minor-Rank.   | Minor-Rank.   | Minor-Rank.   | Minor-Rank.   | Rank.         | Rank.         | Rank.         | A             | Nie rozegrano | Nie rozegrano | Nie rozegrano | Nie rozegrano | Nie rozegrano | Nie rozegrano |               |               |               |               |               |               |               |               |               |               |               |               |               |               |               |               |               |               |               |       |       |
| Shanghai Masters             | Rank.         | Rank.         | Rank.         | Rank.         | Rank.         | Rank.         | Rank.         | Rank.         | A             | QF            | Nie roz.      | Nie roz.      | Nie roz.      | 2R            | A             | A             |               |               |               |               |               |               |               |               |               |               |               |               |               |               |               |               |               |               |               |       |       |
| The Masters                  | A             | A             | A             | A             | A             | A             | A             | A             | 1R            | 1R            | A             | 1R            | SF            | QF            | A             |               |               |               |               |               |               |               |               |               |               |               |               |               |               |               |               |               |               |               |               |       |       |
| Championship League Snooker  | A             | A             | A             | A             | A             | A             | A             | A             | F             | RR            | RR            | RR            | 2R            | A             | RR            |               |               |               |               |               |               |               |               |               |               |               |               |               |               |               |               |               |               |               |               |       |       |
| Byłe turnieje rankingowe     |               |               |               |               |               |               |               |               |               |               |               |               |               |               |               |               |               |               |               |               |               |               |               |               |               |               |               |               |               |               |               |               |               |               |               |       |       |
| Wuxi Classic                 | Non-Ranking   | Non-Ranking   | LQ            | 2R            | 2R            | Nie rozegrano | Nie rozegrano | Nie rozegrano | Nie rozegrano | Nie rozegrano | Nie rozegrano | Nie rozegrano | Nie rozegrano | Nie rozegrano | Nie rozegrano | Nie rozegrano | Nie rozegrano | Nie rozegrano | Nie rozegrano | Nie rozegrano | Nie rozegrano | Nie rozegrano | Nie rozegrano | Nie rozegrano | Nie rozegrano | Nie rozegrano | Nie rozegrano | Nie rozegrano | Nie rozegrano | Nie rozegrano | Nie rozegrano | Nie rozegrano | Nie rozegrano | Nie rozegrano | Nie rozegrano |       |       |
| Australian Goldfields Open   | NH            | LQ            | 1R            | A             | 1R            | 1R            | Nie rozegrano | Nie rozegrano | Nie rozegrano | Nie rozegrano | Nie rozegrano | Nie rozegrano | Nie rozegrano | Nie rozegrano | Nie rozegrano | Nie rozegrano | Nie rozegrano | Nie rozegrano | Nie rozegrano | Nie rozegrano | Nie rozegrano | Nie rozegrano | Nie rozegrano | Nie rozegrano | Nie rozegrano | Nie rozegrano |               |               |               |               |               |               |               |               |               |       |       |
| Shanghai Masters             | LQ            | 1R            | LQ            | LQ            | 1R            | LQ            | LQ            | SF            | Nie-rank.     | Nie-rank.     | Nie-rank.     | Nie-rank.     | Nie-rank.     | Nie-rank.     | Nie-rank.     | Nie-rank.     |               |               |               |               |               |               |               |               |               |               |               |               |               |               |               |               |               |               |               |       |       |
| Paul Hunter Classic          | Minor-Rank.   | Minor-Rank.   | Minor-Rank.   | Minor-Rank.   | Minor-Rank.   | Minor-Rank.   | 3R            | 2R            | QF            | Nie-rank.     | Nie-rank.     | Nie-rank.     | Nie-rank.     | Nie-rank.     | Nie-rank.     | Nie-rank.     |               |               |               |               |               |               |               |               |               |               |               |               |               |               |               |               |               |               |               |       |       |
| Byłe turnieje nie-rankingowe |               |               |               |               |               |               |               |               |               |               |               |               |               |               |               |               |               |               |               |               |               |               |               |               |               |               |               |               |               |               |               |               |               |               |               |       |       |
| Shoot Out                    | A             | 1R            | 3R            | 1R            | 1R            | 3R            | Rank.         | Rank.         | Rank.         | Rank.         | Rank.         | Rank.         | Rank.         | Rank.         | Rank.         | Rank.         | Rank.         | Rank.         | Rank.         | Rank.         | Rank.         | Rank.         | Rank.         | Rank.         | Rank.         | Rank.         | Rank.         | Rank.         | Rank.         | Rank.         | Rank.         | Rank.         | Rank.         | Rank.         | Rank.         | Rank. | Rank. |

| Legenda tabeli wyników              | Legenda tabeli wyników       | Legenda tabeli wyników                     | Legenda tabeli wyników                                                              | Legenda tabeli wyników                     | Legenda tabeli wyników                     |
| ----------------------------------- | ---------------------------- | ------------------------------------------ | ----------------------------------------------------------------------------------- | ------------------------------------------ | ------------------------------------------ |
| LQ                                  | odpadnięcie w kwalifikacjach | #R                                         | odpadnięcie we wczesnej fazie turnieju (WR = runda dzikich kart, RR = faza grupowa) | QF                                         | przegrana w ćwierćfinale                   |
| SF                                  | przegrana w półfinale        | F                                          | przegrana w finale                                                                  | W                                          | zwycięstwo                                 |
| DNQ                                 | nie zakwalifikował/a się     | A                                          | nie brał/a udziału                                                                  | WD                                         | zrezygnował/a w trakcie turnieju           |
| Legenda oznaczeń w tabelach wyników |                              |                                            |                                                                                     |                                            |                                            |
| NH / Nie roz.                       | NH / Nie roz.                | Turniej nie odbył się.                     | Turniej nie odbył się.                                                              | Turniej nie odbył się.                     | Turniej nie odbył się.                     |
| NR / Nie-rank.                      | NR / Nie-rank.               | Turniej nie był zaliczany jako rankingowy. | Turniej nie był zaliczany jako rankingowy.                                          | Turniej nie był zaliczany jako rankingowy. | Turniej nie był zaliczany jako rankingowy. |
| R / Rank.                           | R / Rank.                    | Turniej był zaliczany jako rankingowy.     | Turniej był zaliczany jako rankingowy.                                              | Turniej był zaliczany jako rankingowy.     | Turniej był zaliczany jako rankingowy.     |
| MR / Minor-Rank.                    | MR / Minor-Rank.             | Turniej był zaliczany jako minor ranking.  | Turniej był zaliczany jako minor ranking.                                           | Turniej był zaliczany jako minor ranking.  | Turniej był zaliczany jako minor ranking.  |

## Statystyka zwycięstw

### Amatorskie
- International Open Series 2009/2010 – Turniej I
- International Open Series 2009/2010 – Turniej VIII